# Tamorot (kommun)
Tamorot (franska: Tamorot (CR), Tamorot (Commune Rurale), arabiska: بني بوزرة) är en kommun i Marocko.   Den ligger i provinsen Chefchaouen och regionen Tanger-Tétouan-Al Hoceïma, i den nordöstra delen av landet, 210 km nordost om huvudstaden Rabat. Antalet invånare är 24 541.